# 鴨井達比古
鴨井 達比古（かもい たつひこ、1943年1月3日 - 2001年12月25日）は、脚本家。岡山県岡山市出身。

## 来歴
早稲田大学法学部中退。元々映画好きで、人の紹介で日活で企画書作りなどのアルバイトをした後2年ほどして、日活専属の作家となる。デビュー作は1969年公開の日活映画『喧嘩博徒 地獄の花道』。
日活・東映で映画やテレビドラマ双方で脚本を執筆し、日本シナリオ作家協会の常務理事を務めてもいた。2001年12月25日に肺癌のため死去。58歳没。 

## 作品

### 映画
- 喧嘩博徒 地獄の花道 （1969年、日活）
- 青春喜劇 ハレンチ学園 （1970年、日東プロ / ピロ企画）
- ハレンチ学園 身体検査の巻 （1970年、日活）
- ハレンチ学園 タックル・キッスの巻 （1970年、日活）
- 新・ハレンチ学園（1971年、日活）
- 谷岡ヤスジのメッタメタガキ道講座 （1971年、日活）
- 関東幹部会 （1971年、日活）
- 関東破門状（1971年、日活）
- さらば掟 （1971年、松竹）
- 恐怖女子高校 暴行リンチ教室 （1973年、東映）
- 女番長 感化院脱走 （1973年、東映）
- 女番長 タイマン勝負 （1974年、東映）
- まむしの兄弟 二人合わせて30犯 （1974年、東映）
- 仁義の墓場（1975年、東映）
- 東京ディープスロート夫人 （1975年、東映）
- 子連れ殺人拳 （1976年、東映）
- 新・女囚さそり 701号 （1976年、東映）
- 新・女囚さそり 特殊房X （1977年、東映）
- こちら葛飾区亀有公園前派出所（1977年、東映）
- 原子力戦争 Lost Love （1978年、文化映画プロ / ATG）
- さらば、わが友 実録大物死刑囚たち（1980年、東映）
- エバラ家の人々 （1991年）

### テレビドラマ
- ハレンチ学園 （1970年 - 1971年、12ch）
- ワンパク番外地（1971年、東京12ch）
- 飛び出せ!青春 （1972年、東宝 / NTV）
- だから大好き! （1972年、NTV）
- 必殺仕置人 （1973年、ABC） ※21話・25話を担当
- 唖侍鬼一法眼 （1973年、NTV）
- 新サインはV （1973年、TBS）
- 太陽にほえろ! （1973年 - 1986年、NTV / 東宝）
- 高校教師 （1974年、東宝 / 12ch）
- 夜明けの刑事 （1974年、TBS）
- 長崎犯科帳 （1975年、NTV）
- 赤い疑惑 （1975年 - 1976年、TBS）
- 赤い衝撃 （1976年、TBS）
- 江戸特捜指令 （1976年、MBS）
- 華麗なる刑事 （1977年、CX / 東宝）
- 赤い激流 （1977年、TBS）
- 大空港 （1978年、CX）
- 横溝正史シリーズII / 仮面劇場 （1978年、MBS / 角川春樹事務所）
- ちょっとマイウェイ （1979年、NTV）
- 土曜ナナハン学園危機一髪 （1980年、CX）
- 松本清張の地の骨（1980年、ANB / 東宝）
- ザ・ハングマンシリーズ （1980年 - 1987年、ABC）
- 警視庁殺人課（1981年、ANB / 東映）
- 赤かぶ検事奮戦記シリーズ （1981年 - 1992年 、ABC）
- 迷宮課刑事おみやさん （1985年、ABC）
- ああ嫁姑 II （1985年、MBS）
- 必殺仕事人・激突! （1991年12月、ABC） ※10話の担当
- いのちの現場からシリーズ （1992年 - 2001年、MBS） ※6話ほか、パート7まで担当
- ふたりでタンゴを （1999年、NHK）
- 火曜サスペンス劇場（NTV）、土曜ワイド劇場（ANB） でも複数執筆

### テレビアニメ
- 小さなバイキングビッケ （フジテレビ）

### 活字媒体
- 月刊シナリオ（学研）
- シナリオマガジン ドラマ（映人社）

### 漫画原作
- 暴力特急（画：江波じょうじ、コミックVAN連載）